# أوتو هوجيستين
أوتو هوجيستين (بالهولندية: Otto Hoogesteijn)‏ (11 يناير 1903 – 7 يونيو 1966) هو سبّاح هولندي راحل، مثّل بلاده في الألعاب الأولمبية الصيفية 1924.

## روابط خارجية
أوتو هوجيستين على موقع الاتحاد الدولي للسباحة (الإنجليزية)
- أوتو هوجيستين على موقع أوليمبيديا (الإنجليزية)